# Anticorps anticytoplasme des polynucléaires neutrophiles
Pour les articles homonymes, voir Anca.

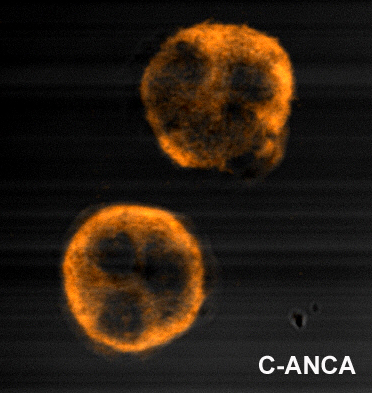
Vue en immunofluorescence d'ANCA sur neutrophiles (fixés à l'éthanol) provenant d'un patient atteint de Granulomatose de Wegener
La présence d'ANCA (anticorps antineutrophiles cytoplasmatiques) est une des caractéristiques de la maladie.

Les anticorps anticytoplasme des polynucléaires neutrophiles ou ANCA (de l'anglais Anti-neutrophil cytoplasmic antibody) sont des anticorps dirigés contre les antigènes du cytoplasme des granulocytes neutrophiles (les leucocytes les plus courants). Dans de nombreuses maladies autoimmunes, un examen sanguin permet de révéler la présence de ces anticorps.
On ignore la raison exacte pour laquelle les gens se mettent à développer des ANCA. On suppose que les ANCA agissent en provoquant le largage d'enzymes lytiques des leucocytes (Falk et al 1990), ce qui occasionne une inflammation des parois des vaisseaux sanguins (vascularite).

## Classification des ANCA
Ces anticorps sont de deux types, en fonction de leur type de fixation en microscopie dans le visible :
- les p-ANCAs (fixation périnucléaire), dans le granulomatose éosinophilique avec polyangéite et diverses autres maladies, comme la polyangéite microscopique (PAM)[1] ;
- c-ANCAs (fixation cytoplasmique), principalement dans la granulomatose avec polyangéite.

## Référence
1. ↑  Schad K, Kerl K, Dummer R et Cossio A, « Vasculite allergique », Forum Med Suisse, vol. 12, no 11,‎ 2012, p. 241-6. (lire en ligne [PDF])